# Barker Coachbuilders

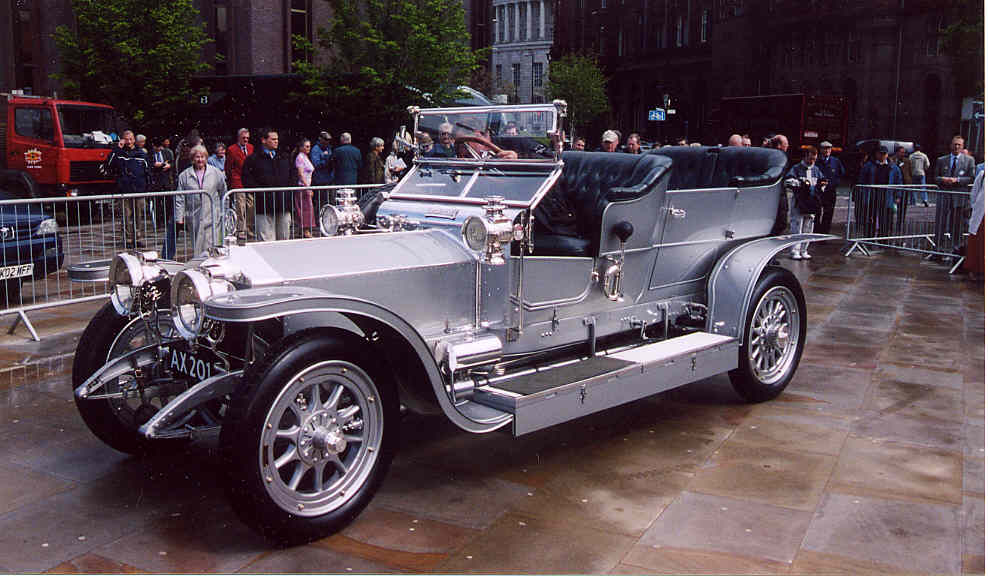
Rolls-Royce Silver Ghost med Barker-kaross.

Barker & Co var en brittisk karossmakare med verksamhet i London.
Barker hade grundats redan 1710 för att bygga hästvagnar. Från tidiga 1900-talet byggde man bilkarosser. Barker var en av Rolls-Royces rekommenderade leverantörer, men byggde karosser på chassin även från exempelvis Daimler, Napier och Mercedes-Benz. 1938 hamnade Barker i ekonomiskt trångmål och företaget togs över av konkurrenten Hooper.